# 许杰 (1901年1月)

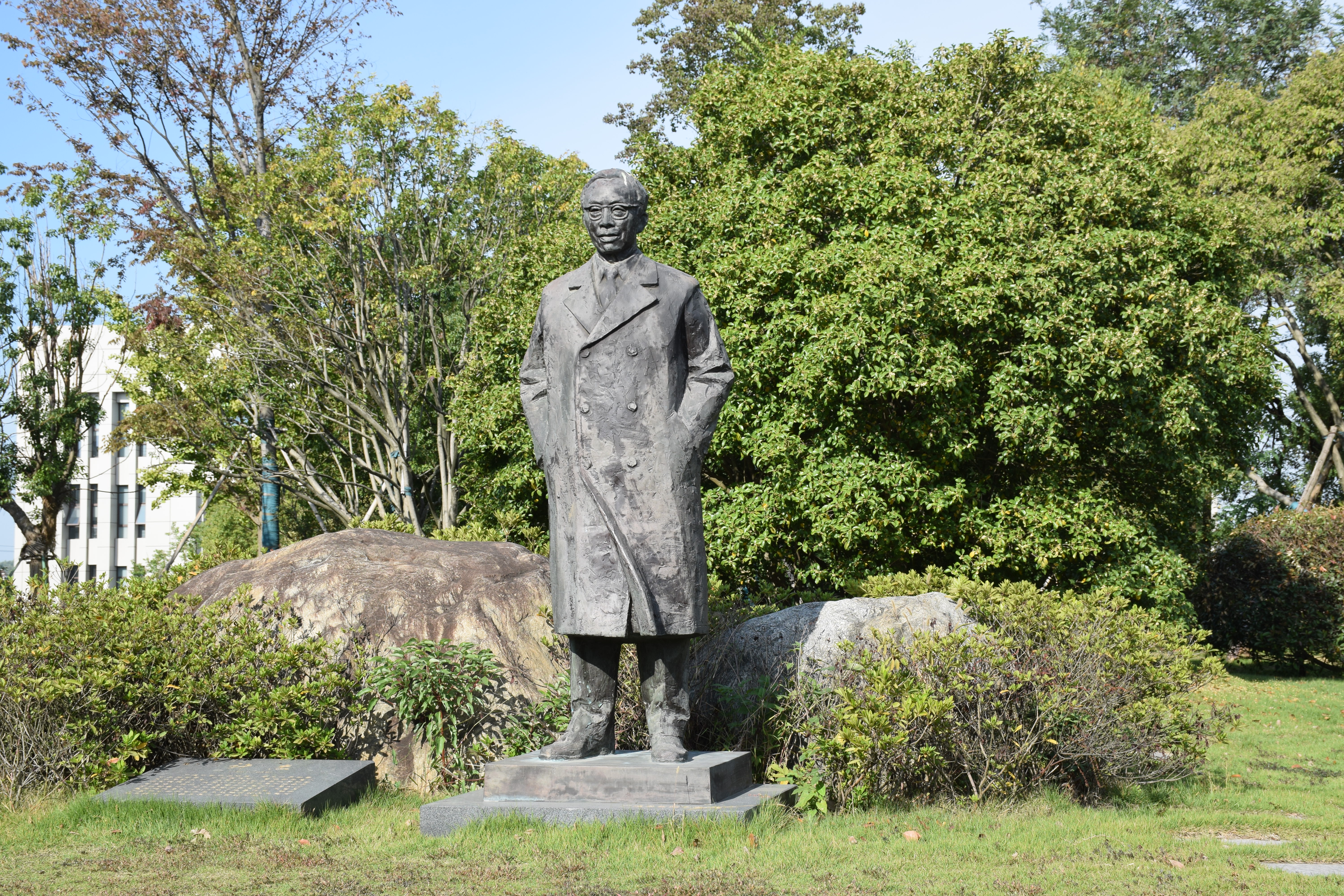
安徽省广德中学内许杰的雕像

许杰（1901年1月29日—1989年7月11日），字兴吾，男，安徽广德人，祖籍河南罗山，中国古生物学家、地质学家。曾任安徽省人民政府副主席。

## 生平
1925年，毕业于北京大学地质系。1943年，任云南大学矿冶系教授。1952年，任安徽大学（现安徽师范大学）校长。1953年，任安徽省人民政府副主席。1954年，当选第一届全国人民代表大会代表。同年，任地质部副部长。1955年，当选为中国科学院第一批学部委员。
1986年6月，中国科学技术协会第三次全国代表大会在北京召开，选举产生第三届全国委员会。6月28日，第三届全国委员会第一次会议召开，推举其为荣誉委员。